# Luis de Mendoza
Luis de Mendoza (* Ende des 15. Jahrhunderts; † 2. April 1520 in Puerto San Julián, Patagonien) war ein spanischer Seefahrer und Entdecker, Kapitän des Schiffes Victoria in Magellans Expedition und Generalschatzmeister dieser Expedition.
Am 30. März 1519 wurde er von Karl I. zum Schatzmeister der Armada „zur Entdeckung der Gewürze“ ernannt.
Ziel der Armada war es, einen Weg innerhalb der spanischen Grenzen und der Demarkationslinie zu den Gewürzinseln zu finden. Diese Grenzen waren 1494 im Vertrag von Tordesillas mit Portugal vereinbart worden, der eine Demarkationslinie festlegte, die die Welt zwischen den beiden Kronen teilte.
Nachdem er an einem Aufstand gegen Ferdinand Magellan teilgenommen hatte, wurde er am 2. April 1520 hingerichtet.